# Адзуба, Кадди
Кадди Адзуба (фр. Caddy Adzuba; род. 5 апреля 1981, Букаву, Южное Киву) — конголезский юрист, журналист и активист за права женщин. Её внимание сосредоточено на борьбе с сексуальным насилием в Демократической Республике Конго. Она работала на Radio Okapi и в 2014 году получила премию принцессы Астурийской в категории «Согласие».

## Биография
Адзуба родилась 5 апреля 1981 года в богатом районе Букаву, в семье из восьми братьев и сестер, где она была старшей. Она окончила юридический факультет Университета Букаву в 2005 году.
По данным сети IFEX, группы организаций, защищающих свободу слова по всему миру, Адзуба решила работать над продвижением прав человека, когда у неё на родине началась война — ей тогда было 16 лет. После разлуки с семьей и наблюдением за человеческими страданиями она «решила сделать что-то для защиты прав человека».
Адзуба помогла основать сеть Un Altavoz para el Silencio, сообщающую о сексуальном насилии в отношении женщин в её стране. Она также является членом Ассоциации женщин-медиа Восточного Конго. Адзуба также является соучредителем Женского альянса за продвижение прав человека.
Сейчас она журналистка на Radio Okapi, официальном радиоканале миссии ООН в Демократической Республике Конго. В настоящее время её борьба с пытками и изнасилованиями все еще находится в центре внимания, и из-за её работы она получила несколько угроз смерти.

## Награды
- Международная журналистская премия имени Хулио Ангиты Паррадо (2009)
- Международная премия «Женщина года» в размере 35 000 евро от Регионального совета Валле-д'Аоста (2012)
- Премия принцессы Астурийской в категории «Согласие» (2014)